# Albert von Zahn

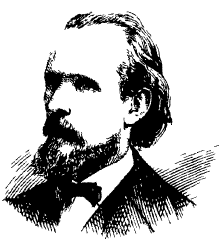
Albert von Zahn

Albert von Zahn (* 10. April 1836 in Leipzig; † 16. Juni 1873 in Marienbad) war ein deutscher Kunsthistoriker, Museumsdirektor und Herausgeber der Jahrbücher für Kunstwissenschaft.

## Werdegang und Wirkung
Albert von Zahn ging 1854 an die Dresdner Kunstakademie, wo er Schüler von Eduard Bendemann und Gustav Jäger war. Er wechselte jedoch 1858 zum Studium der Kunstgeschichte. 1867/68 hielt er an der Universität Leipzig Vorlesungen über die Geschichte der Malerei vom 13. bis zum 17. Jahrhundert. 1868 wurde er Direktor des Weimarer Museums, 1870 Referent in der Generaldirektion der Königlichen Sammlungen für Kunst und Wissenschaft in Dresden. Daneben galt seine Hauptbeschäftigung der Herausgabe der von ihm gegründeten Jahrbücher für Kunstwissenschaft.
Zu seinen wissenschaftlichen Themen gehörten u. a. das Werk Albrecht Dürers. Außerdem spielte er eine führende Rolle beim Dresdner Holbeinstreit. Die dafür anberaumte Holbeintagung, die vom 1. bis 3. September 1871 in Dresden stattfand, geht auf seine Initiative zurück.
Vom 8. September 2016 bis zum 8. Januar 2017 fand im Leipziger Museum der bildenden Künste die Kabinettausstellung Albert von Zahn – Grenzgänger zwischen Kunst und Wissenschaft, die von Marcus Andrew Hurttig kuratiert wurde, statt.

## Die Dürerbrief-Anekdote
In seinem Nachruf auf Albert von Zahn in den Jahrbüchern für Kunstwissenschaft (siehe Weblinks) schildert dessen Kollege Moritz Thausing auch eine Anekdote, die von Zahn bei aller gelehrten Strenge auch als kunsthistorischen Humoristen ausweist. Nach einem öffentlich geführten Disput um die Authentizität einiger Dürer zugeschriebenen Porträts hatte von Zahn im August 1871 an seinen Mitdiskutanten Thausing ein Kuvert geschickt, in dem Dürer seinem Verteidiger Thausing persönlich zu danken schien. Der Brief war in Dürers Handschrift in zeitgenössischer Sprache abgefasst. Anlässlich der Dresdner Holbeintagung Anfang September 1871 klärte von Zahn gegenüber dem Kollegen seinen kunsthistorischen Streich auf. Thausing schreibt in seinem Nachruf: „Und so möge denn die scherzhafte Urkunde auch anderen Freunden des Verblichenen zur Erinnerung dienen an eine Seite von Zahn’s [sic!] Wesen, die darum nicht die mindest liebenswürdige war, weil er sie so selten herauszukehren pflegte.“
Der vermeintliche Dürerbrief in nachgestelltem Frühneuhochdeutsch ist dem Nachruf als Faksimile beigefügt:

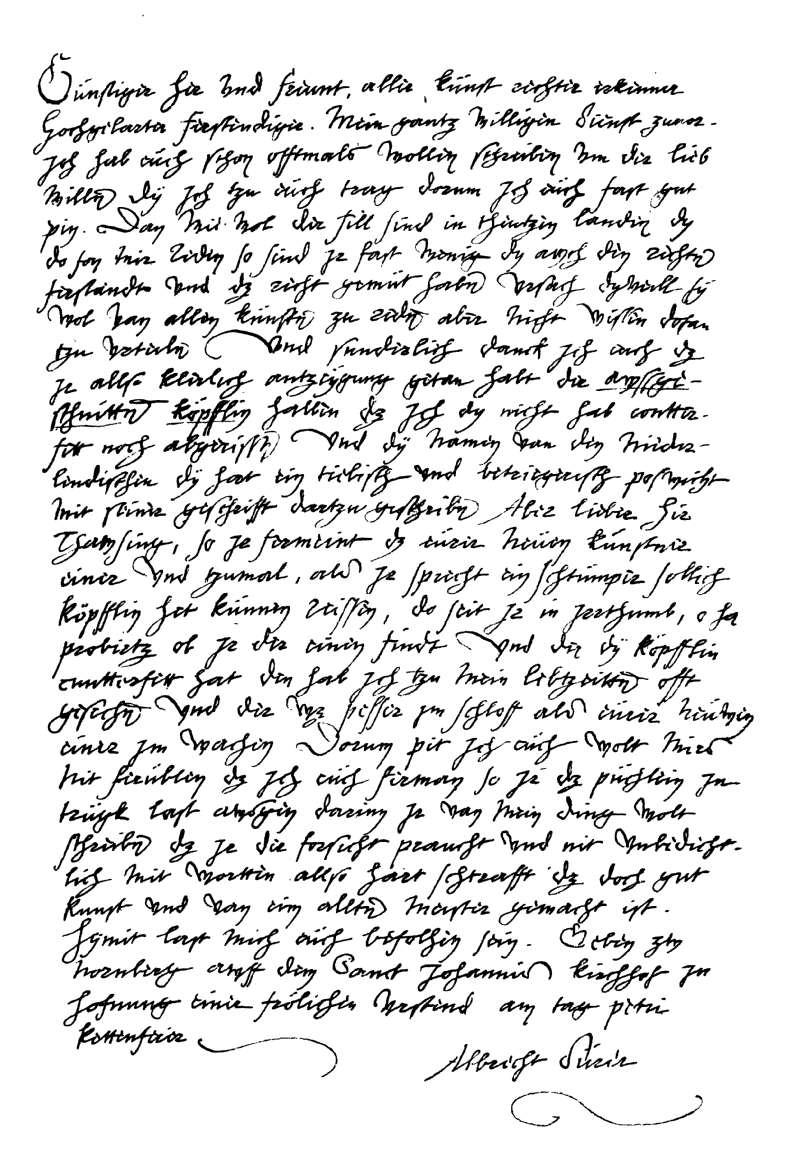
Auszug: „Vnd sunderlich danck ich euch, dz ir allso klerlich antzeygung getan habt der awssgeschnitten köpfflin halben, dz ich dy nicht hab contterfett noch abgerissen.“ (Zeilen 9–12)
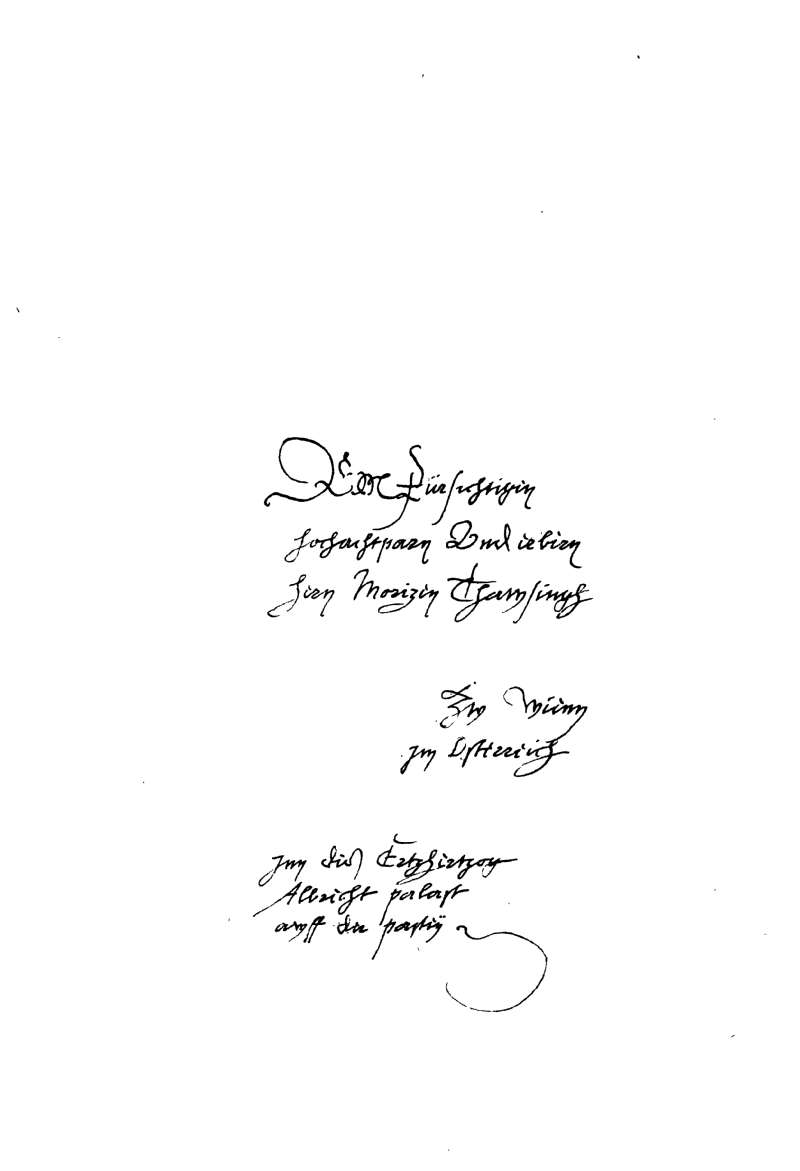
Adressierung: „DEM Fürsichtigen / hochachtparn vnd erbern / Hern Morizen Thawsingh // zw Wienn / im Osterreich // inn des Ertzhertzog / Albrecht palast / awff der pastey.“

## Schriften (Auswahl)
- Dürer’s Kunstlehre und sein Verhältniss zur Renaissance. Leipzig 1866. (online)
- Die Dürer-Handschriften des Britischen Museums. In: Jahrbücher der Kunstwissenschaft (A. von Zahn, Hrsg.), Band 1, Leipzig 1868, S. 1–22. (online) – Kommentiert von Moritz Thausing: Anmerkungen zu den Dürerhandschriften des Britischen Museums, ebenda, S. 183–184. (online)